# Йост Кристиан фон Щолберг-Росла (1886–1916)
Йост Кристиан фон Щолберг-Росла (на немски: Jost Christian zu Stolberg-Roßla; * 28 декември 1886, Росла; † 1 юли 1916, лазарет в Ковел, Украйна) от род Щолберг, е 2. княз на Щолберг-Росла в Харц, шеф на линията Щолберг-Росла и народен представител.

## Биография
Той е големият син на граф Бото Август Карл фон Щолберг-Росла (1850 – 1893) и втората му съпруга принцеса Хедвиг фон Изенбург-Бюдинген-Бюдинген (1863 – 1925), дъщеря на княз Бруно фон Изенбург-Бюдинген (1837 – 1906) и принцеса Матилда фон фон Золмс-Хоензолмс-Лих (1842 – 1867).
Баща му Бото става на 22 март 1893 г. първият княз на Щолберг-Росла. Майка му Хедвиг се омъжва на 31 август 1902 г. в Росла за чичо му граф Куно (Бото) фон Щолберг-Росла (1862 – 1921).
Йост Кристиан фон Щолберг-Росла е пруски ритмайстер. От 1826 г. е наследствен член на саксонския парламент. Освен това той е от 1911 до 1916 г. член на Първата камера на Велико херцогство Хесен. През 1897 – 1916 г. е заместван от доведения му баща Куно фон Щолберг-Росла-Ортенберг (1862 – 1921).
Йост Кристиан фон Щолберг-Росла е ранен по време Първата световна война и умира във военния лазарет в Ковел, Украйна, на 1 юли 1916 г. на 29-годишна възраст. Той е неженен и бездетен. Наследява го по-малкият му брат Кристоф Мартин фон Щолберг-Росла (1888 – 1949).